# Női 400 méteres vegyesúszás a 2017-es úszó-világbajnokságon
A 2017-es úszó-világbajnokságon a női 400 méteres vegyesúszás versenyszámának döntőjét Budapesten rendezték, a Duna Arénában. A győztes Hosszú Katinka lett.